# 戒能民江
戒能 民江（かいのう たみえ、1944年9月13日 - ）は、日本の法学者。専門は、家族法・法女性学。お茶の水女子大学名誉教授。元民主主義科学者協会法律部会理事。2002年度第22回山川菊栄賞、2006年平塚らいてう賞、2023年度朝日賞受賞。

## 来歴
1944年満州国生まれ。1967年、早稲田大学第一法学部卒業。1969年、早稲田大学大学院法学研究科修士課程修了。1973年、早稲田大学大学院法学研究科博士課程民事法学専攻単位取得満期退学。
1991年、東邦学園短期大学助教授、1996年同教授。1999年、お茶の水女子大学生活科学部人間生活学科生活社会科学講座教授。2004年、お茶の水女子大学生活科学部長。2007年、お茶の水女子大学大学院人間文化創成科学研究科教授。2008年、お茶の水女子大学生活科学部長。2009年、国立大学法人お茶の水女子大学理事・副学長および総務機構長。2011年退職、お茶の水女子大学名誉教授・客員教授、放送大学足立学習センター客員教授。
1992年に日本で初めてのドメスティックバイオレンス実態調査に取り組んだ。内閣府男女共同参画会議の調査会委員を務めた。

## 人物
戒能通孝は義理の父、戒能通弘（同志社大学教授）は息子、戒能通厚（早稲田大学名誉教授、名古屋大学名誉教授）は夫である。選択的夫婦別姓制度実現をめざす民法改正運動を行っているmネットの呼びかけ人でもある。困難な問題を抱える女性への支援に関する法律の制定の座長。

## 主張
- しんぶん赤旗によると、選択的夫婦別姓について、「EU（欧州連合）やアジアでは多様な生き方が選択できる社会づくりに向けて法制度が変わっているなかで、日本だけが、個人の尊厳を法的に尊重する仕組みができていない」としている[6]。
- 親子断絶防止法案の反対派である。

## 所属学会
- 日本学術会議会員
- ジェンダー法学会（初代理事長、2003-2005）
- 日本法社会学会 （理事、1999年-、国内 ）
- 日本女性学会 （代表幹事、2002年-、国内 ）
- 日本家族学会〈社会と法〉（国内）
- 民主主義科学者協会法律部会（理事、1998年-、国内 ）
- 比較家族史学会 （会長、2008年-2011年、国内 ）

## 理事・委員
- ジェンダー法学会理事長
- 比較家族史学会副会長
- 大学評価学会副代表
- 埼玉県男女共同参画審議会委員
- （財）せんだい男女共同参画財団理事
- 人身売買禁止ネットワーク共同代表
- 被害者のためのDV法を求める全国連絡会共同世話人

ほか

## 著書・論文等
- 『ゼミナール婚姻法改正』（日本評論社、1995年）
- 「家族法を考える」（『季刊教育法』第101号、1995年）
- 『法女性学への招待』（有斐閣、1996年）
- 『家族データブック』（有斐閣、1997年）
- 『講座現代の法 第11巻 ジェンダーと法』（岩波書店、1997年）
- 『ドメスティック・バイオレンス』（有斐閣、1998年）
- 『ジェンダーで社会政策をひらく』（ミネルヴァ書房、1999年）
- 『岩波講座現代の法11ジェンダーと法』（岩波書店、1997）※分担執筆
- 『家族データブック』（有斐閣、1997年）※共著
- 「法律学とジェンダー論」（『労働法律旬報』1399/1400合併号、1997年）
- 「女性の視点から見た戦後家族法」（『法社会学』第49号、1997年）
- 「家族と暴力」（『国立婦人教育会館紀要』第2号、1998年）
- 「女性に対する暴力と女性の人権」（『都市問題研究』第50巻第9号、1998年）
- 『法女性学への招待新版』（有斐閣、2000年）※共著
- 『アムネスティ･ジェンダーレポート1女性に対する暴力と虐待』（現代人文社、2001年）※監訳
- 『ドメスティック・バイオレンス防止法』（尚学社、2001年）※編著
- 『法社会学への誘い』（法律文化社、2002年）※分担執筆
- 『ドメスティック・バイオレンス新版』（有斐閣、2002年）※共著
- 『ドメスティック･バイオレンス』（不磨書房、2002年）※2002年度第22回山川菊栄賞受賞[7]
- 『導入対話によるジェンダー法学 (導入対話シリーズ)』（不磨書房、2003年）※浅倉むつ子、林瑞枝、山崎久民、阿部浩己、相澤美智子、宮園久栄、堀口悦子、武田万里子との共著
- 『新･子どもの世界と福祉』（ミネルヴァ書房、2004年）※分担執筆
- 『フェミニズム法学』（明石書店、2004年） ※共著